# Carica Yang (Aiping)
Carica Yang (楊皇后, osobno ime nepoznato, ? -386.) bila je carica kineske/Di države Raniji Qin, odnosno supruga cara Fu Pija (car Aiping).
Njen je brat Yang Ying (楊膺), jedan od časnika u pratnji Fu Pija, tadašnjeg princa. Kada je godine 384. u državi Raniji Qin izbio ustanak pokorenih naroda, a veći dio teritorija pao pod vlast države Kasniji Yan, Yang Ying je predložio Fu Piju da se preda, odnosno prijeđe pod vlast južne kineske dinastije Jin. Kada je Fu Pi to odbio, Yang Ying ga je pokušao ubiti, ali je spriječen i pogubljen. Usprkos toga, Fu Pi je ostao u braku s caricom Yang, koja ga je pratila u Shanxi gdje je pokušao očuvati jezgru države. Tamo se sukobio s državom Zapadni Yan te je poražen u sukobu s njenim vladarom Murong Yongom. Fu Pi je uspio pobjeći, ali je carica Yang zarobljena. Pobjednički Murong Yong ju je namjeravao na silu pretvoriti u svoju konkubinu, ali ga je Yang na to napala mačem. Nakon što joj to nije uspjelo, pogubljena je.